# 제빵사의 아내
제빵사의 아내(LA FEMME DU BOULANGER, The Baker's Wife)는 프랑스에서 제작된 마르셀 파뇰 감독의 1938년 코미디, 드라마 영화이다. 라이무 등이 주연으로 출연하였다.

## 출연

### 주연
- 라이무
- 지넷 르클레르

### 조연
- 찰스 블래벳
- 마르셀 모피

## 제작진
- 프로듀서: 마르셀 파뇰